# Dia da Independência (Filipinas)
Dia da Independência (em filipino:  Araw ng Kasarinlán; também conhecido como Araw ng Kalayaan, "Dia da Liberdade") é um feriado nacional anual nas Filipinas observado em 12 de junho, comemorando a declaração de independência das Filipinas da Espanha em 1898.

## História

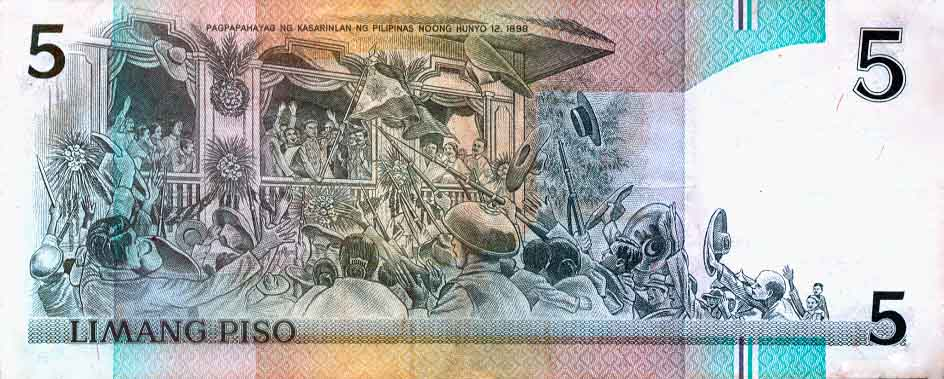
A Proclamação da Independência em 12 de junho de 1898, conforme retratado no verso da nota de cinco pesos das Filipinas em 1985

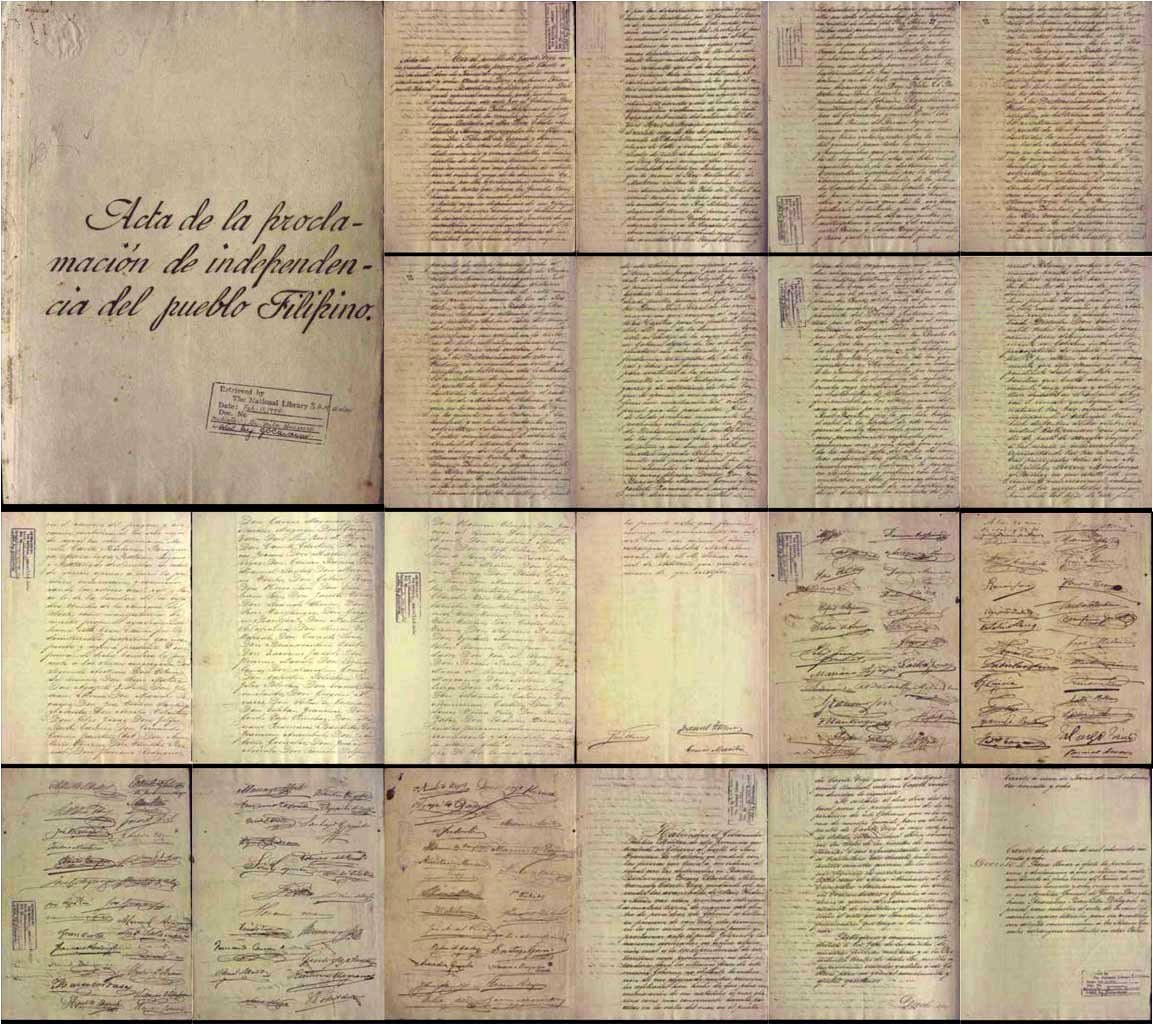
Documento da Declaração de Independência de Ambrosio Rianzares Bautista

O mais antigo registrado foi quando Andrés Bonifácio, junto com Emilio Jacinto, Restituto Javier, Guillermo Masangkay, Aurelio Tolentino, Faustino Manalak, Pedro Zabala e alguns outros Katipuneros foram para a caverna Pamitinan em Montalban, Rizal, para iniciar novos membros do Katipunan . Bonifacio escreveu Viva la independencia Filipina! ou Viva a independência das Filipinas nas paredes da caverna para expressar o objetivo de sua sociedade secreta. Bonifacio também liderou o Grito de Pugad Lawin, que marca o início da Revolução Filipina. Membros do Katipunan, liderados por Bonifácio, rasgaram seus certificados de impostos comunitários (cedulas personales) em protesto contra a conquista espanhola.
A Revolução Filipina começou em 1896. O Pacto de Biak-na-Bato, assinado em 14 de dezembro de 1897, estabeleceu uma trégua entre o governo colonial espanhol e os revolucionários filipinos. Sob seus termos, Emilio Aguinaldo e outros líderes revolucionários foram para o exílio em Hong Kong após receber 400.000 pesos do governo espanhol.
No início da Guerra Hispano-Americana, o Comodoro George Dewey navegou de Hong Kong para a Baía de Manila, liderando o Esquadrão Asiático da Marinha dos Estados Unidos. Em 1º de maio de 1898, Dewey derrotou os espanhóis na Batalha da Baía de Manila, o que efetivamente colocou os Estados Unidos no controle do governo colonial espanhol. Mais tarde naquele mês, a Marinha dos Estados Unidos transportou Aguinaldo de volta às Filipinas. Aguinaldo chegou em 19 de maio de 1898 em Cavite.
Em 5 de junho de 1898, Aguinaldo emitiu um decreto na casa de Aguinaldo, localizada na então conhecida como Cavite El Viejo, proclamando 12 de junho de 1898 como o dia da independência. A Acta de la Proclamacion de la Independencia del Pueblo Filipino foi lida solenemente por seu autor, Ambrosio Rianzares Bautista, conselheiro de guerra de Aguinaldo e delegado especial. A declaração de 21 páginas foi assinada por 98 filipinos, nomeados por Aguinaldo, e um oficial de artilharia americano aposentado, o coronel LM Johnson. A bandeira das Filipinas foi hasteada oficialmente pela primeira vez por volta das 16h30, com a Marcha Nacional Filipina tocada pela banda de San Francisco de Malabon.

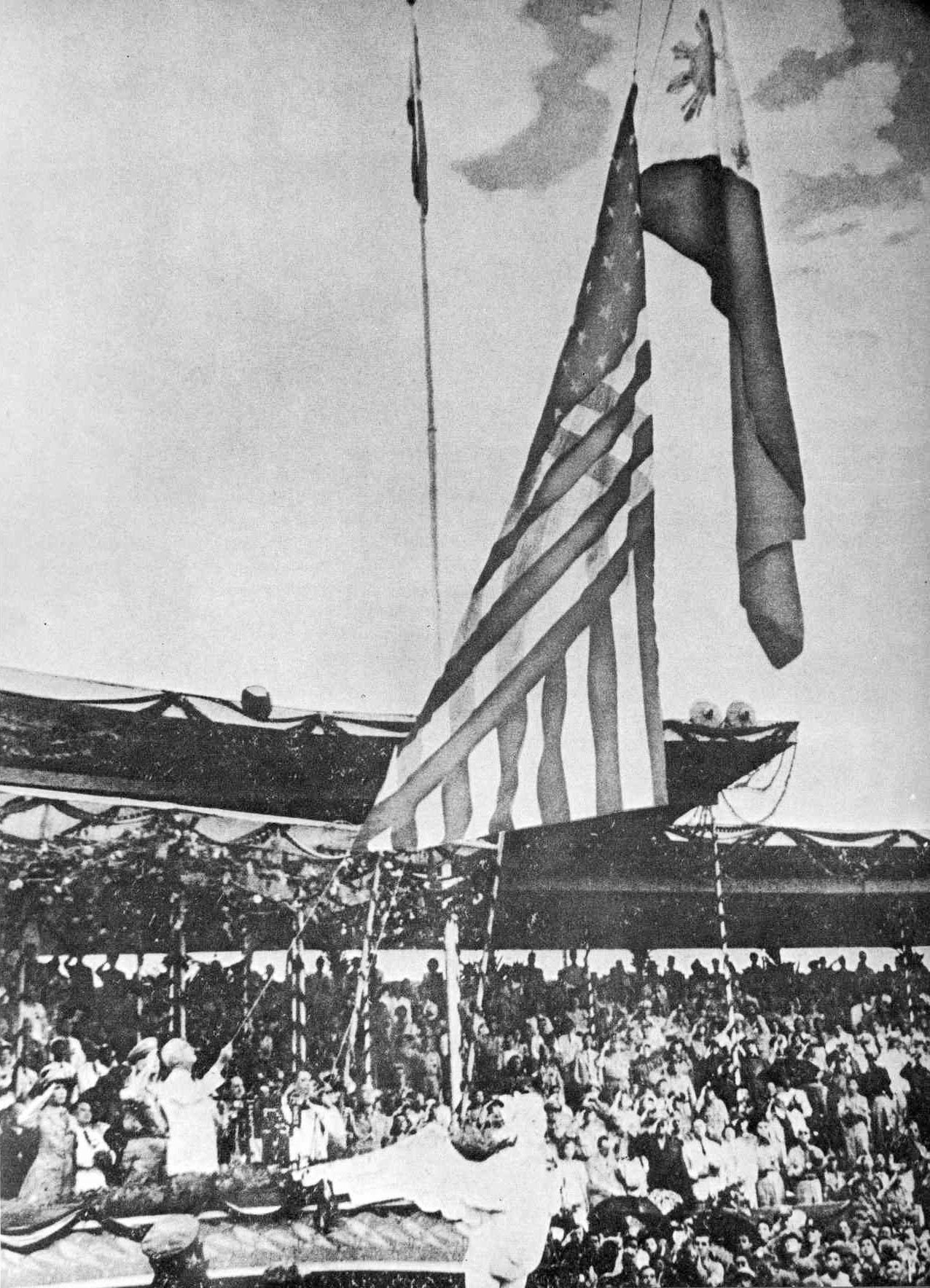
A bandeira dos Estados Unidos da América é abaixada enquanto a bandeira das Filipinas é hasteada durante as cerimônias do Dia da Independência em 4 de julho de 1946.

A proclamação foi inicialmente ratificada por 190 presidentes municipais das 16 províncias controladas pelo exército revolucionário em 1º de agosto de 1898, e foi novamente ratificada em 29 de setembro de 1898 pelo Congresso Malolos.
As Filipinas não conseguiram o reconhecimento internacional de sua independência, incluindo especificamente os Estados Unidos da América e a Espanha. O governo espanhol mais tarde cedeu o arquipélago filipino aos Estados Unidos no Tratado de Paris de 1898. O Governo Revolucionário das Filipinas não reconheceu o tratado e os dois lados travaram o que ficou conhecido como Guerra Filipino-Americana.
Os Estados Unidos da América concederam independência às Filipinas em 4 de julho de 1946. Conforme a Lei de Independência das Filipinas (mais popularmente conhecida como "Lei Tydings–McDuffie"), o presidente Harry S. Truman emitiu a Proclamação 2695 de 4 de julho de 1946 reconhecendo oficialmente a independência das Filipinas. No mesmo dia, o Tratado de Manila foi assinado.
O dia 4 de julho foi escolhido como a data pelos Estados Unidos porque corresponde ao Dia da Independência dos Estados Unidos, e esse dia foi comemorado nas Filipinas como o Dia da Independência até 1962. Em 12 de maio de 1962, o presidente Diosdado Macapagal emitiu a Proclamação Presidencial nº 28, que declarou 12 de junho um feriado especial em todas as Filipinas, "… em comemoração à declaração de nosso povo de seu direito inerente e inalienável à liberdade e independência". Em 4 de agosto de 1964, a Lei da República No. 4.166 renomeou o feriado de 4 de julho como "Dia da República das Filipinas", proclamou 12 de junho como "Dia da Independência das Filipinas" e ordenou a todos os cidadãos das Filipinas que observassem o último com rituais adequados.

## Dia da Bandeira

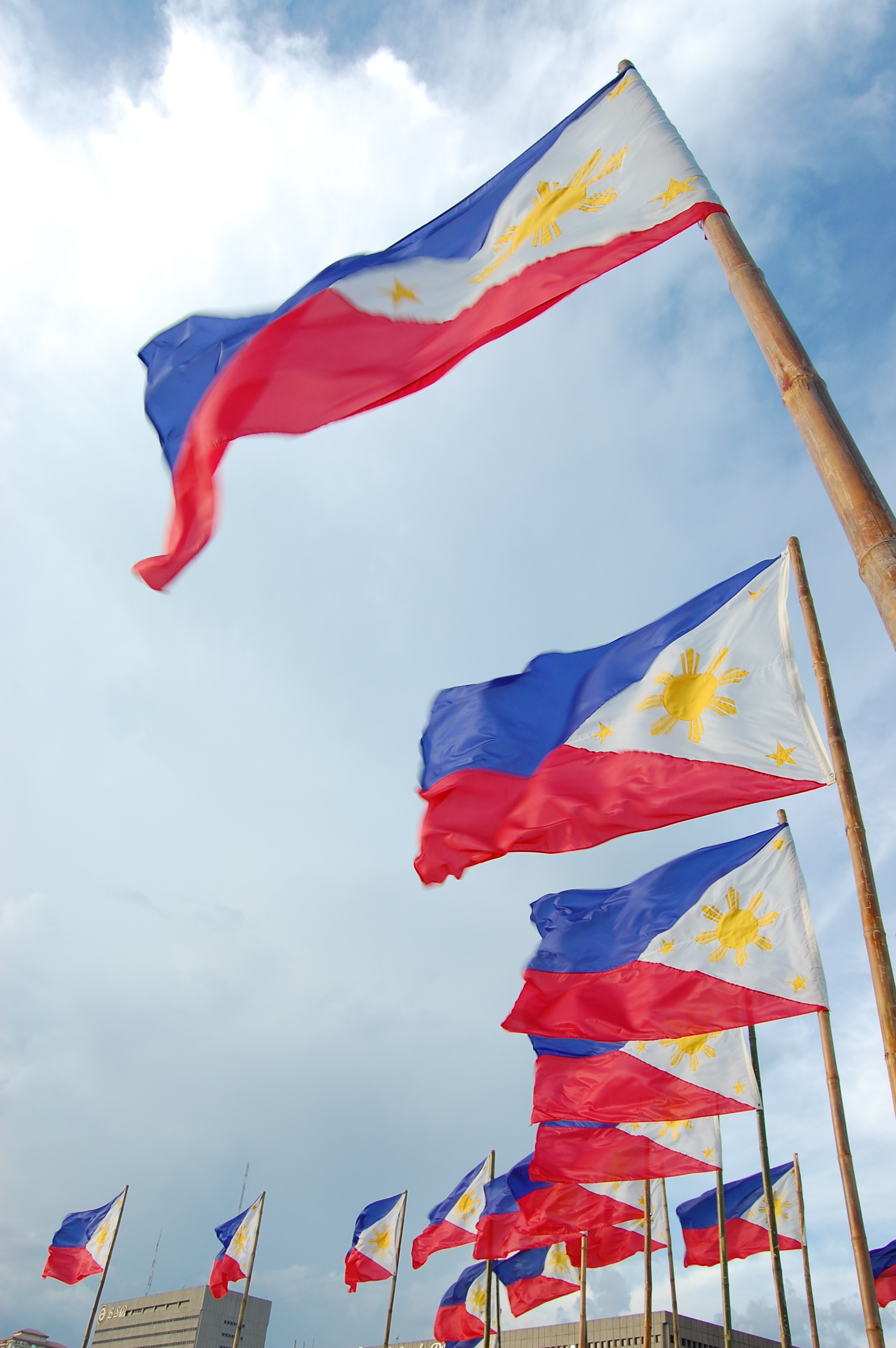
Bandeiras filipinas em exibição

Antes de 1964, 12 de junho era comemorado como o Dia da Bandeira no país. Em 1965, o presidente Diosdado Macapagal emitiu a Proclamação nº 374, que mudou o Dia da Bandeira Nacional para 28 de maio (a data em que a Bandeira das Filipinas foi hasteada pela primeira vez na Batalha de Alapan localizada em Imus, Cavite em 1898). Em 1994, o presidente Fidel V. Ramos emitiu a Ordem Executiva nº 179, estendendo o período de celebração de 28 de maio ao Dia da Independência das Filipinas em 12 de junho, ordenando departamentos governamentais, agências, escritórios, empresas estatais e controladas, agências estaduais e governo local unidades, e até mesmo estabelecimentos privados, para exibir com destaque a Bandeira Nacional em todos os edifícios públicos, instituições governamentais e residências oficiais durante este período; ordenando ao Departamento de Educação, em coordenação com o setor privado, organizações não governamentais e grupos sócio-cívicos, que ordene a exibição da Bandeira Nacional em todas as praças públicas e, sempre que possível, em todos os edifícios privados e residências em celebração da independência nacional.

## Costumes de férias
Conforme exigido por lei, a bandeira das Filipinas, hasteada pela primeira vez naquele dia em 1898, é exibida em casas e estabelecimentos a partir de 28 de maio, Dia da Bandeira, ou em uma data selecionada de maio pela Comissão Histórica Nacional das Filipinas, que organiza as comemorações, até ao dia 30 do mês. Kawit, Cavite celebra anualmente um ato comemorativo com o hasteamento da bandeira no Santuário Aguinaldo e a leitura da Declaração de Independência das Filipinas. Em todo o mundo, os filipinos se reúnem em 12 de junho ou em uma data próxima para comemorar publicamente, às vezes com um desfile. Também há celebrações locais, bem como uma celebração nacional em Manila, a capital nacional, que nos últimos anos incluiu um desfile civil-militar de organizações uniformizadas e entidades públicas e privadas, o último grande desfile foi realizado em 2018 para marcar o 120º ano de nacionalidade.